# Автошлях О 020208
Автошля́х О 020208 — автомобільний шлях довжиною 9 км, обласна дорога місцевого значення в Вінницькій області. Пролягає по Гайсинському району від села Веселівка до села Тернівка.